# Lempaut
Lempaut é uma comuna francesa na região administrativa da Occitânia, no departamento de Tarn. Estende-se por uma área de 14.18 km², e possui 884 habitantes, segundo o censo de 2018, com uma densidade de 62 hab/km².